# Jairo Arreola
Jairo Randolfo Arreola Silva (Città del Guatemala, 20 settembre 1985) è un ex calciatore guatemalteco, di ruolo attaccante.

## Carriera

### Club
Arreola inizia la sua carriera nel Comunicaciones il 31 gennaio 2005.